# Albert Huser
Albert Huser (* 26. Mai 1936 in Mannheim) ist ein ehemaliger deutscher Gewichtheber.

## Werdegang
Albert Huser wuchs in Mannheim auf und war schon über 20 Jahre alt, als er dort mit dem Gewichtheben begann. Beim KSV 1884 Mannheim fand er einen Verein, in dem gute Trainingsbedingungen herrschten. Nach ersten Erfolgen im badischen Raum nahm er 1960 erstmals an deutschen Meisterschaften teil und gewann gleich den Titel. 1964 scheiterte er in der Olympiaqualifikation für die Olympischen Spiele in Tokio knapp an Werner Dittrich aus Zittau. 1970 gewann er eine Bronzemedaille im Drücken bei den Europameisterschaften, ansonsten blieben ihm weitere größere Erfolge bei internationalen Meisterschaften versagt. Er wurde neunmal deutscher Meister und stellte mehrere deutsche Rekorde auf.
Albert Huser war Industriemeister (Chemie).

## Internationale Erfolge
(OS = Olympische Spiele, WM = Weltmeisterschaften, EM = Europameisterschaften, Mi = Mittelgewicht, Ls = Leichtschwergewicht)
- 1960, 9. Platz, EM in Mailand, Mi, mit 345 kg, Sieger: Alexander Kurynow, UdSSR, 420 kg;
- 1962, 3. Platz, Donaupokal in Bukarest, Mi, mit 370 kg, hinter Mihály Huszka, Ungarn, 402,5 kg und Hans Zdražila, CSSR, 372,5 kg;
- 1963, 5. Platz, Donaupokal in Sofia, Mi, mit 370 kg, Sieger: Huszka, 415 kg;
- 1965, 4. Platz, Donaupokal in Budapest, Mi, mit 382,5 kg, Sieger: Huszka, 430 kg;
- 1966, 11. Platz (9. Platz), WM + EM in Berlin, Mi, mit 390 kg;
- 1967, 4. Platz, Donaupokal in Bratislava, Mi, mit 390 kg, Sieger: Konarow, Bulgarien, 417,5 kg;
- 1968, 3. Platz, Donaupokal in Donaueschingen, Mi, mit 400 kg, Sieger: Károly Bakos, Ungarn, 432,5 kg;
- 1968, 7. Platz, EM in Leningrad, Mi, mit 405 kg, Sieger: Wiktor Kurenzow, UdSSR, 462,5 kg;
- 1968, 11. Platz, OS in Mexiko-Stadt, Mi, mit 410 kg, Sieger: Kurenzow, 475 kg;
- 1970, 2. Platz, Donaupokal in Sofia, Mi, mit 422,5 kg, Sieger: Szarvas, Ungarn, 442,5 kg;
- 1970, unplatziert, EM in Szombathely, Mi, 3 Fehlversuche im Reißen

## Medaillen in Einzeldisziplinen
(werden seit 1969 vergeben)
EM-Bronzemedaille: 1970, Drücken, Mi

## Deutsche Meisterschaften
- 1960, 1. Platz, Mi, mit 357,5 kg, vor Helmut Werheid, Köln, 352,5 kg;
- 1961, 1. Platz, Mi, mit 367,5 kg, vor Dieter Werner, Mannheim, 357,5 kg;
- 1962, 1. Platz, Mi, mit 372,5 kg, vor Jakob Weil, Mainz, 345 kg;
- 1963, 1. Platz, Mi, mit 372,5 kg, vor Axel Falkner, Günzburg, 350 kg;
- 1964, 1. platz, Mi, mit 382,5 kg, vor Manfred Magin, Mutterstadt, 362,5 kg;
- 1965, 2. Platz, Mi, mit 385 kg, hinter Alfred Kornprobst, Nürnberg, 400 kg;
- 1966, 1. Platz, Mi, mit 390 kg, vor Dieter Maier, Weil im Dorf, 360 kg;
- 1967, 2. Platz, Mi, mit 405 kg, hinter Kornprobst, 415 kg;
- 1968, 1. Platz, Mi, mit 405 kg, vor Karl-Heinz Mertens, Sarstedt, 380 kg;
- 1969, 1. Platz, Mi, mit 410 kg, vor Albert Haag, Oberböbingen, 400 kg:
- 1971, 1. Platz, Ls, mit 445 kg, vor Haag, 435 kg und Wolfgang Kneißl, Fellbach, 432,5 kg